# Shonel Ferguson
Shonel Ferguson (sinh ngày 6 tháng 11 năm 1957 tại Nassau) là một cựu vận động viên điền kinh đến từ Bahamas, người đã tham gia cuộc đua nước rút của phụ nữ và các sự kiện nhảy xa trong sự nghiệp của mình. Bà là một vận động viên 3 lần tham dự Thế vận hội (1976, 1984 và 1988). Thầy trò huấn luyện viên đã được giới thiệu vào Đại lộ Danh vọng và Đường đua ở Bahamas năm 1993.